# 石見元秀
石見 元秀（いわみ もとひで、1900年（明治33年）8月2日 - 1976年（昭和51年）1月15日）は、日本の政治家。兵庫県姫路市長（5期）。
子に元姫路市長の石見利勝。

## 来歴
兵庫県飾磨郡余部村（現・姫路市）生まれ。旧制姫路中学校卒業後、城陽尋常高等小学校代用教員を務め、富山県立山の土木工事現場で働いたのち、26歳のときに東京で建設業の会社を設立し、ダム・鉄道工事を請け負った。1933年（昭和8年）、満州に渡り砂利会社の経営を始めるも1936年（昭和11年）に撤退、1938年（昭和13年）に再度満州で森林伐採事業を展開するも戦況の悪化により1943年（昭和18年）に引き揚げを余儀なくされる。その後郷里で会社経営を続けながら終戦を迎える。
1946年（昭和21年）7月18日、内務大臣の任命により姫路市長（最後の官選市長）に就任する。行政経験は皆無であり、推薦した市議会もこの点を不安視していたが、実業面での手腕が評価されての推薦であった。石見は就任直後より戦災復興事業を開始し、大手前通り（当時の通称・50メートル道路）をはじめとする幹線道路の整備や、山陽姫路駅の高架乗り入れ、国鉄姫路駅（いわゆる民衆駅）の建設等、現在の姫路市の基礎となる事業に着手した。また石見の呼びかけにより1947年（昭和22年）1月に全国戦災都市連盟を結成、1959年（昭和34年）の発展的解散（現在の一般財団法人太平洋戦全国空爆犠牲者慰霊協会に改組）まで会長を務めた。このほか、市営バス事業もこの時期に開業している。
1947年（昭和22年）4月5日、初の姫路市長選挙が行われ、石見は大差で当選し、以後5期20年にわたり市長職に就く。1948年（昭和23年）1月、石見は「市営企業論」を提示、戦災復興資金の確保として公営競馬や富くじ等を実施し、この収益を「文化都市建設」に充当する構想を示した。第一期には姫路市立図書館の開館、姫路工業大学の誘致、姫路競馬場の開設、第二期には姫路市立動物園の開園、名古山霊苑の開苑、第三期には手柄山の太平洋戦全国戦災都市空爆死没者慰霊塔の建立、姫路城解体修理（昭和の大修理）、書写山ロープウェイの開通等、現在の姫路市に連なる社会資本の整備に取り組んだ。実現はしなかったものの、姫路市営放送の開局を目指したり、関西電力に対し原子力発電所の設置を要望もした。
第四期以降には名古山霊苑仏舎利塔の建設や姫路市交通局モノレール線の開通、姫路大博覧会の開催等を手掛けた。しかし1960年代以降、公共事業の拡大による姫路市財政の悪化に対し批判が高まり、市民からの追及が高まる。1967年（昭和42年）4月28日の姫路市長選挙に6選を目指して立候補するも、吉田豊信に大差で敗れ落選。以後は実業家として活動を続け、1975年（昭和50年）12月3日、姫路市名誉市民の称号を贈られた。
1976年（昭和51年）1月15日、病気のため死去。1981年（昭和56年）6月、市長時代の功績を顕彰し、手柄山中央公園（現・手柄山平和公園）に石見の銅像（北村西望作）が建てられた。